# Monumento conmemorativo al Séptimo Regimiento
El monumento conmemorativo al Séptimo Regimiento (en inglés, Seventh Regiment Memorial) es una escultura de bronce al aire libre situada en el Central Park de la ciudad de Nueva York (Estados Unidos). Está dedicado a los miembros de ese regimiento que murieron durante la Guerra de Secesión. La estatua fue diseñada por John Quincy Adams Ward y la base, por Richard Morris Hunt. Aunque la estatua data de 1869, el monumento no se inauguró hasta el 22 de junio de 1874.

## Descripción e historia
Ward probablemente recibió el encargo en 1867 y en la primavera de 1868 tenía preparado el modelo. Inicialmente, Hunt había imaginado y diseñado un monumento mucho más grande, con al menos cinco figuras, visto como parte de una "Puerta del Guerrero" a Central Park. Sin embargo, los arquitectos del parque, Frederick Law Olmsted y Calvert Vaux, ya se habían enfrentado con Hunt por cuestiones de estética con el resultado de que el gran esquema de Hunt de una serie de llamativas entradas Beaux-Arts al parque se redujo a este monumento.
El historiador de arte E. Wayne Craven considera que la obra es "un fracaso", incluso pensó que es una obra de arte, afirmando que "ni el 'Shakespeare' ni el 'Soldado del Séptimo Regimiento' eran estatuas de retratos en el sentido habitual, y ahí radica la explicación de sus fracasos. Ward a menudo carecía de la visión para crear un retrato imaginario exitoso, y sus imágenes de hombres que realmente podían pararse frente a él eran, por regla general, mucho más fuertes como obras de arte". El soldado en el monumento fue modelado por el actor y veterano del Regimiento Steele MacKaye, quien usó su propio uniforme para posar.

## Galería

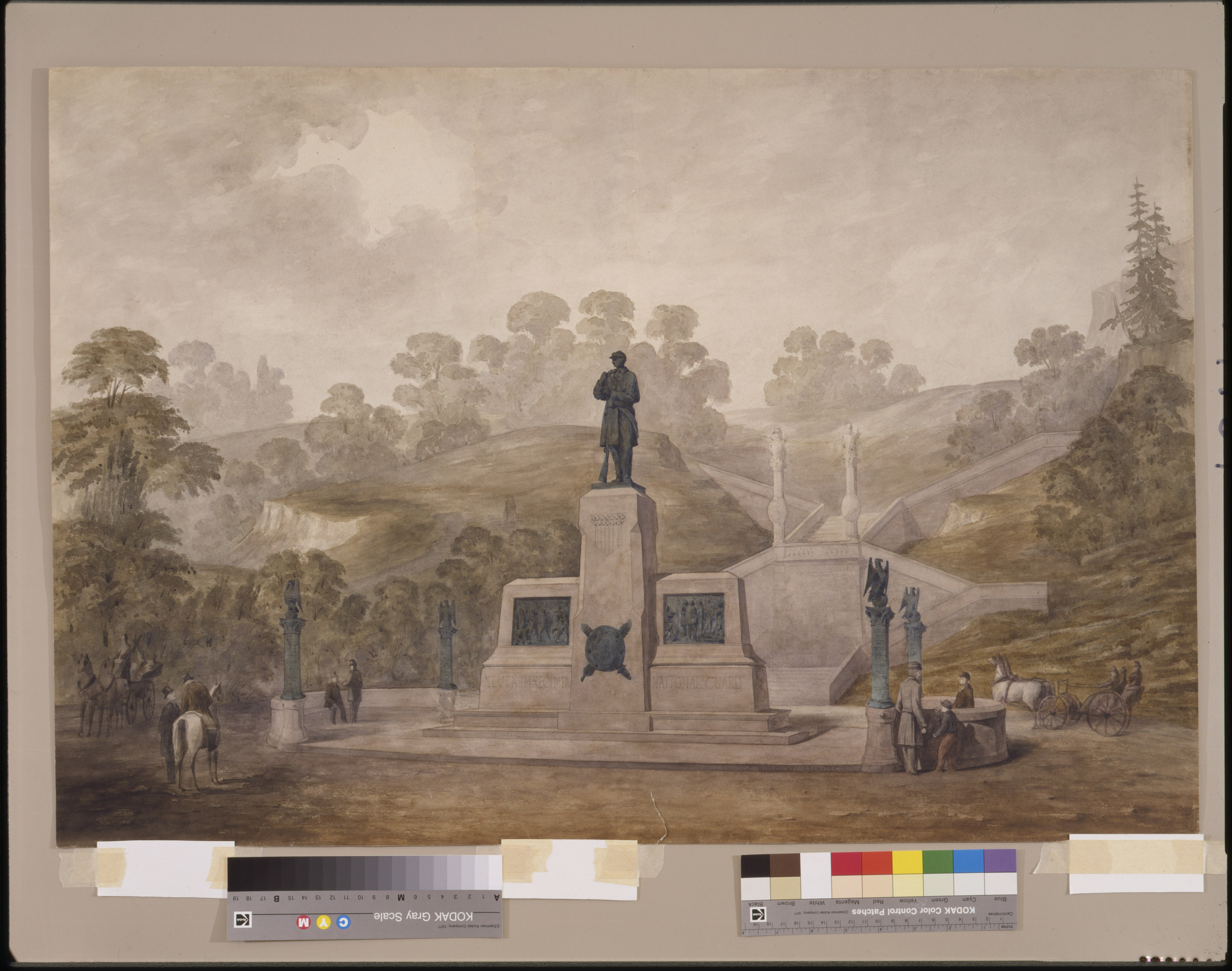
Entrada monumental original
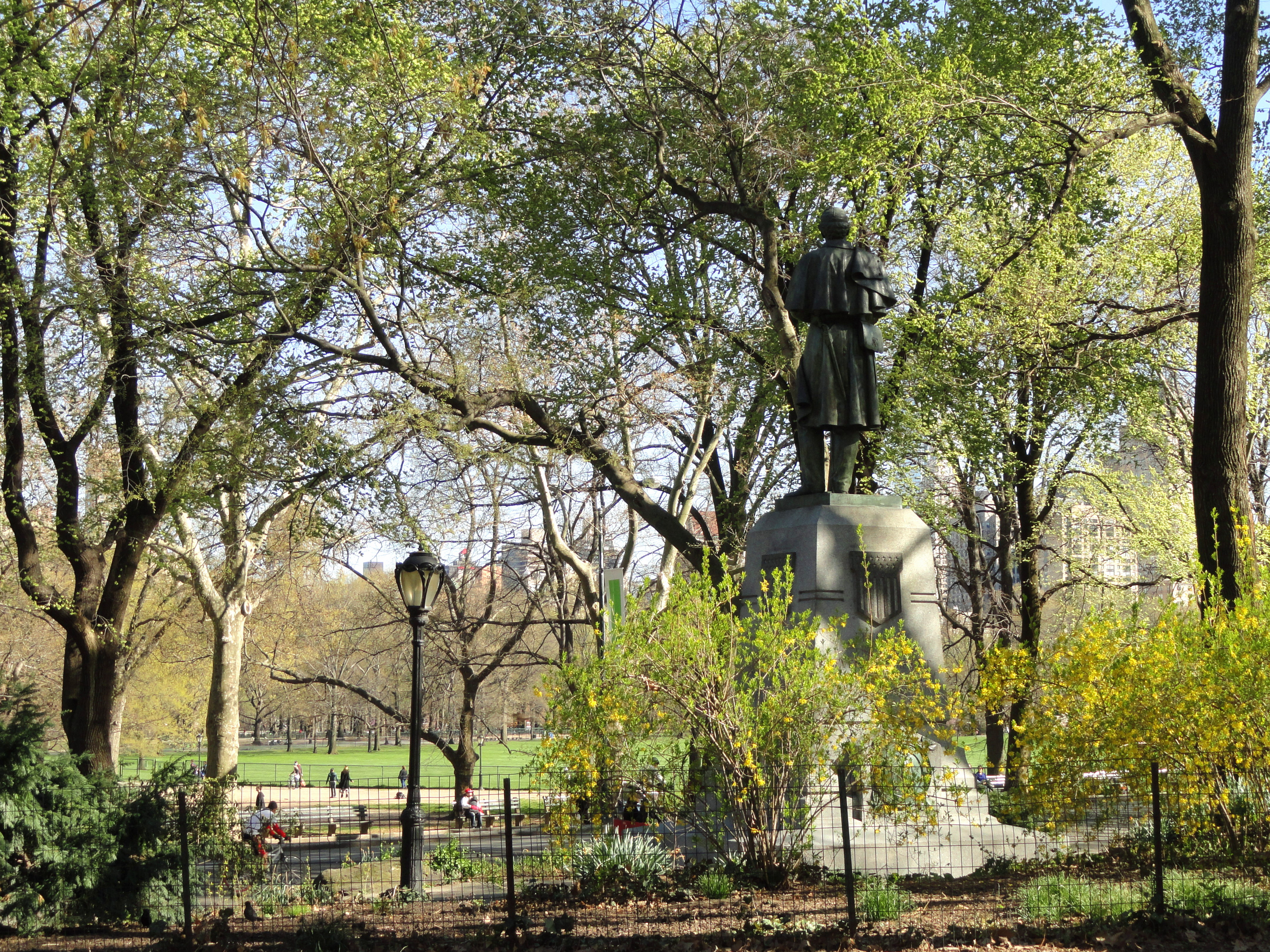
Vista entre la vegetación del Central Park
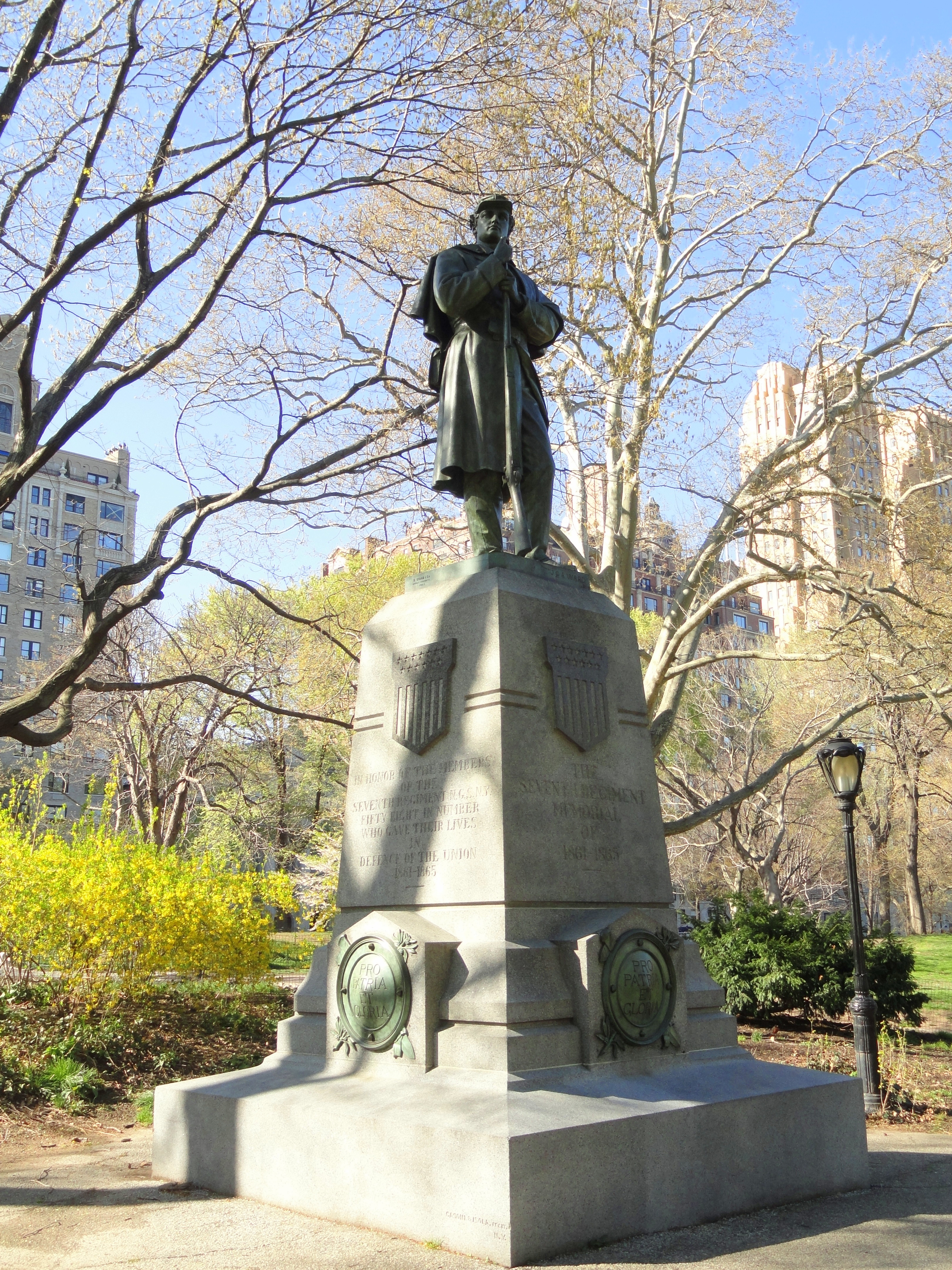
Conjunto monumental
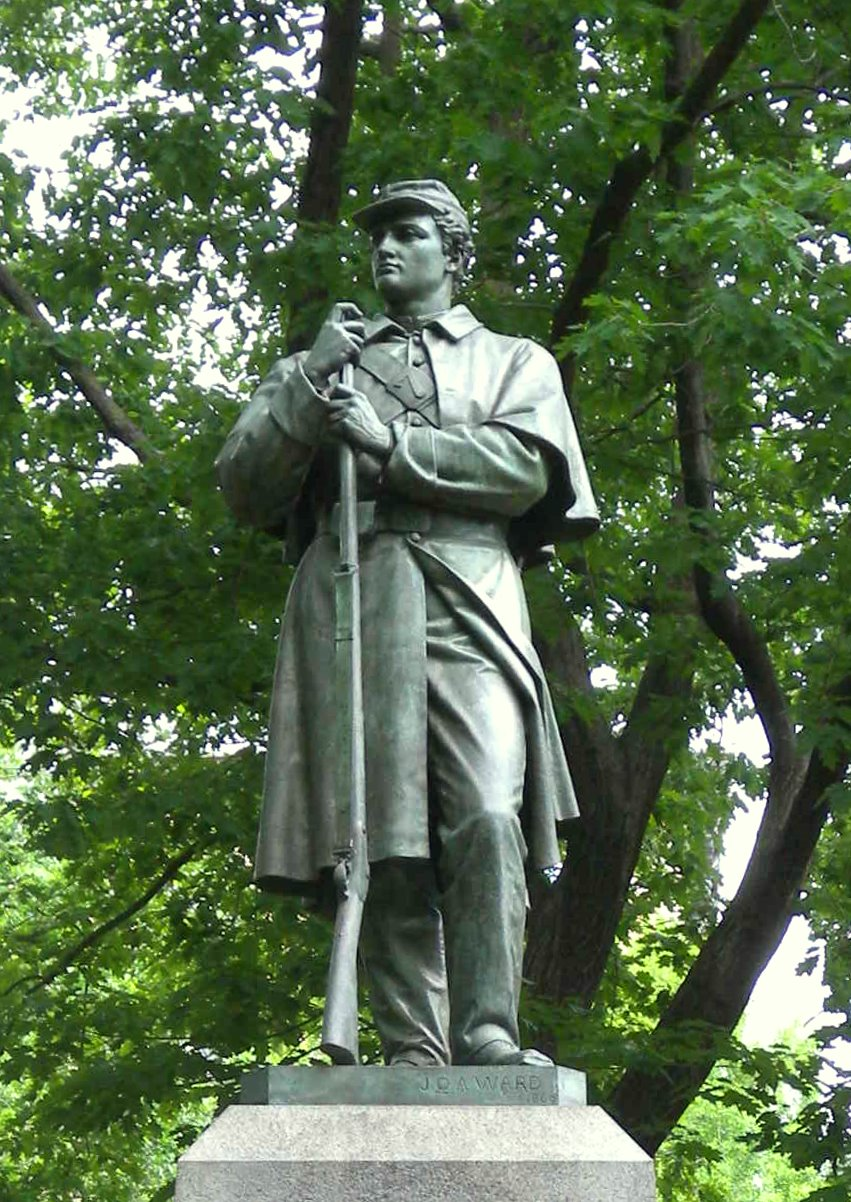
Estatua de MacKaye